# Business@school
business@school Die Bildungsinitiative der internationalen Unternehmensberatung Boston Consulting Group (BCG) vermittelt Schülerinnen und Schülern ein Schuljahr lang praxisnah Wirtschafts- und Gründerwissen.

## Der Wettbewerb
Ziel der Bildungsinitiative business@school ist es, Schülerinnen und Schülern praxisnah Wirtschaftswissen sowie Schlüsselqualifikationen für ihr späteres Berufsleben zu vermitteln und den Gründergeist zu wecken. Dafür wird business@school kontinuierlich mit den teilnehmenden Lehrkräften weiterentwickelt. Jedes Jahr nutzen mehr als 1.000 Schülerinnen und Schüler die Chance, gemeinsam mit ihren Lehrkräften und rund 400 bürgerschaftlich engagierte Coaches von rund 20 Partnerunternehmen und von BCG, zehn Monate lang Wirtschaftsluft zu schnuppern.
In drei Phasen lernen Schülerinnen und Schüler in Teams aus vier bis sechs Personen praxisorientiert die Grundlagen der Betriebswirtschaft kennen. Als Höhepunkt des Projektjahres können die Jugendlichen ihre eigenen Unternehmerqualitäten testen: In Teams entwickeln sie selbst Geschäftsideen samt tragfähigen Businessplänen, mit denen sie untereinander in den Wettbewerb treten. Nach jeder Phase präsentieren die Schüler und Schülerinnen ihre Ergebnisse vor einer Jury. Am Ende der Phase III treten die besten Teams in Pitch-Events und abschließend im Deutschlandfinale gegeneinander an.
An dem Wettbewerb nehmen Schulen aus Deutschland, Österreich, Italien, Großbritannien, Albanien und der Schweiz teil.

### Phase I
Analyse eines Großunternehmens mit Fokus auf Unternehmensstruktur, Markt und Wettbewerb.

### Phase II
Analyse eines Kleinunternehmens aus dem Umfeld der Schule mit Fokus auf Strategie und Positionierung.

### Phase III
Entwicklung einer eigenen Geschäftsidee inklusive Businessplan.

## Geschichte
Der Wettbewerb wurde 1998 gemeinsam mit Lehrkräften ins Leben gerufen. Dabei dienten zuerst zwei Schulen dem Pilotprojekt.
Während der Corona-Pandemie wurden die Landesentscheide und das Bundesfinale in München ausschließlich digital ausgetragen. Zum ersten Mal in der Geschichte des Wettbewerbs gab es so auch ein Public Viewing an den Schulen, wo eine Zusammenkunft wieder möglich war. Seit 2022 finden die Abschlussveranstaltungen wieder vor Ort in den Schulen statt.

## Gewinner seit 1999
| Jahr    | Schule                                           | Name der Geschäftsidee        | Kurze Beschreibung                                                        |
| ------- | ------------------------------------------------ | ----------------------------- | ------------------------------------------------------------------------- |
| 1999    | Carl-Friedrich-Gauß-Gymnasium, Hockenheim        | Service4U                     | Service für Routinearbeiten rund um Häuser und Gärten                     |
| 2000    | Carl-Friedrich-Gauß-Gymnasium, Hockenheim        | source-it.de                  | Internet-Outsourcing-Dienstleister für einfache Aufgaben                  |
| 2001    | Friedrich-Wilhelm-Gymnasium, Köln                | Clubwatch                     | Live-Webcams für Kölner Clubs                                             |
| 2002    | (geteilter Sieg) Nymphenburger Schule, München   | Easy Check-In                 | Check-In und Kofferabholung am Vorabend der Urlaubsreise                  |
| 2002    | (geteilter Sieg) Gymnasium Puchheim              | Nu-Voice Travel               | Popstar-Erlebnis für ein Wochenende                                       |
| 2003    | Christianeum, Hamburg                            | Rent a Book                   | Zentraler Schulbucheinkauf und -verleih für Hamburg                       |
| 2004    | Leibniz-Gymnasium Bad Schwartau                  | Physikandum                   | Verleih von Physik-Versuchsaufbauten an Schulen                           |
| 2005    | Internatsschule Schloss Hansenberg               | Pet Search                    | Ortungsgerät für entlaufene Haustiere                                     |
| 2006    | Kurpfalz-Gymnasium, Schriesheim                  | OptiScratch                   | Software zum Mischen und Scratchen der digitalen Plattensammlung          |
| 2007    | Gymnasium Ottobrunn                              | Easy-Lift                     | Schlepplift-Hilfe für Snowboardfahrer                                     |
| 2008    | Gymnasium Puchheim                               | Ski Secure                    | Diebstahlsicherung für Skier                                              |
| 2009    | St. Ursula Gymnasium, Aachen                     | Spur Secure                   | Sicherheitssporn, der Reiter vor schweren Verletzungen bewahren soll      |
| 2010    | Internatsschule Schloss Hansenberg               | CanTech                       | Wiederverschließbare Getränkedose                                         |
| 2011    | Internatsschule Schloss Hansenberg               | Divio                         | Fashionclip als Lösung gegen offene Schnürsenkel                          |
| 2012    | Walafrid-Strabo-Gymnasium, Rheinstetten          | Sodesy                        | Cremestift für mehr Sicherheit beim Sonnenbaden                           |
| 2013    | Johannes-Kepler-Gymnasium, Leonberg              | Die Bewegte Erinnerung        | Bewegungs-DVDs für Demenzpatienten                                        |
| 2014    | Liebfrauenschule Köln                            | Fruity Fresh                  | Obstschale, die mittels UV-Licht das Schimmeln von Obst verhindert        |
| 2015    | Liebfrauenschule Köln                            | IDS – intelligent door system | Stoppmechanismus für Autotüren                                            |
| 2016    | Landesgymnasium für Hochbegabte Schwäbisch Gmünd | SOFRA                         | Zahnpflegeprodukte, die Plague anzeigen                                   |
| 2017    | Louise-Henriette-Gymnasium Oranienburg           | SkaBe                         | Skateboardhalterung für Fahrräder                                         |
| 2018    | Städtisches Siebengebirgsgymnasium Bad Honnef    | GrasSwipe                     | Toilettenpapier aus Gras                                                  |
| 2019    | Städtisches Siebengebirgsgymnasium               | Gelo                          | Nachhaltiges Kühlpack, welches durch die Zugabe von Wasser kalt wird      |
| 2020    | Gymnasium Eppendorf                              | Ivy                           | Waschmittel aus Efeu                                                      |
| 2021    | Städtisches Siebengebirgsgymnasium               | FuEco                         | Nachhaltiger Grillanzünder                                                |
| 2022    | Internatsschule Schloss Hansenberg               | FlexProtexx                   | Flexibler Skateboard-Protektor basierend auf einem nichtnewtonschen Stoff |
| 2023    | Kaiser-Wilhelm- und Ratsgymnasium                | SEASCUE                       | Badeanzug mit manuell auslösbarem Schwimmkörper für Notfälle              |
| Quelle: |                                                  |                               |                                                                           |

## Videowettbewerb
Seit 2017 veranstaltet business@school einen weiteren Wettbewerb: die b@s videochallenge. Der Videowettbewerb verbindet Wirtschafts- und Digitalkenntnisse unter der Schirmherrschaft von Elke Büdenbender. Schülerinnen und Schüler aller Schulformen zwischen 14 und 20 Jahren wählen eines von vier Unternehmen (jährlich wechselnd) aus und analysieren es anhand von vier Fragen. Ihre Ergebnisse präsentieren sie in einem vierminütigen Video. So erweitern die Teilnehmerinnen und Teilnehmer ihre wirtschaftlichen, digitalen und kreativen Kompetenzen, gehen kritisch mit Informationen um und lernen Unternehmen sowie Unternehmertum kennen. Alle Teilnehmerinnen und Teilnehmer erhalten ein Zertifikat, die besten Videos werden zudem mit außergewöhnlichen Erlebnispreisen prämiert. Die Teilnahme ist zeitlich flexibel im regulären Unterricht (Wirtschaft, Englisch, Sozialkunde etc.), im Rahmen von Projekttagen und AGs, oder auch unabhängig von der Schule möglich. Durch vorhandene Online-Plattform und Materialien inklusive Arbeitsplan zum Download bleibt der Arbeitsaufwand für Lehrkräfte gering.